# قید
قید کلمه یا گروهی از کلمات است که به فعل یا صفت یا مسند، مفهومی دیگر را علاوه بر مفهوم خود اضافه می‌کند. مانند جمله «بابک تند رفت» که تند کیفیت فعول «رفتن» را نشان می‌دهد.
تمامی کلمات طناوین دار که از عربی وارد فارسی شده اند قید هستند.

## راه تشخیص قید
1. اگر قید از جمله حذف شود به جمله آسیبی نمی‌رسد. مثال:او الان رفت-»او رفت
2. قبل و بعد از قید کسره( ِِ ) قرار نمی‌گیرد. مثال:آنها،آهسته،کار را انجام می دهند.(واژه آهسته در میان ویرگول قرار گرفته پس بدون کسره آمده.

## تقسیمات قید

### اقسام غیود از لحاظ دستوری
- قید مختص: قیدی که به جز نقش قیدی، نقش دیگری را قبول نمی‌کند.
  - کلمات تنویندار در عربی که وارد زبان فارسی شده‌اند همگی قید مختص هستند.
  - عبارات و ترکیبات عربی که وارد زبان فارسی شده‌اند، قید مختص هستند. مانند «الحق و اصناف»
  - گروه‌های کلمه‌ای که با حرف اضافه ساخته می‌شوند و به جای قید به کار می‌روند، قید مختص هستند. مانند «به راحتی از زندان فرار کرد»
- قید مشترک: صفت‌ها، اسم‌ها، فعل‌ها، شبه‌جمله‌ها، ضمایر و حرفهایی که می‌توانند نقش قیدی هم بپذیرند. مانند «سینا شب به خانه برگشت.»

### انواع قید از لحاظ معنا
1. قید زمان: نشان‌دهنده زمان وقوع فعل است. مانند: اکنون، دیروز، فردا.
2. قید مکان: نشان‌دهنده مکان وقوع فعل است. مانند: اینجا، آنجا، بیرون.
3. قید حالت: نشان‌دهنده چگونگی وقوع فعل است. مانند: آرام، سریع، با دقت.
4. قید تکرار: نشان‌دهنده تعداد دفعات وقوع فعل است. مانند: همیشه، گاهی، چند بار.
5. قید مقدار (قید کمیت): نشان‌دهنده مقدار یا میزان وقوع فعل است. مانند: خیلی، کم، زیاد.

## تقسیمات قید از لحاظ ساختمان
- قید ساده: که به قید مفرد نیز معروف است و قیدی است که به اجزای زبانی قابل تجزیه نباشد و یک واژک باشد.
- قید مرکب: قیدی است که از دو یا چند واژک تشکیل شده باشد.
- عبارت قیدی (متمم قیدی): که معمولاً یک گروه متممی است (حرف اضافه به اضافه متمم بعد از آن)
- قید موّول: که جمله‌ای است که می‌توان آن را به یک قید تأویل کرد و می‌توان به جای آن یک قید ساده یا مرکب یا یک عبارت قیدی گذاشت. مانند جمله «کودک، در حالی که می‌گریست، به سمت مادرش رفت» که می‌توان آن را بدین صورت نوشت: «کودک گریان به سمت مادرش رفت.»